# Абордаж

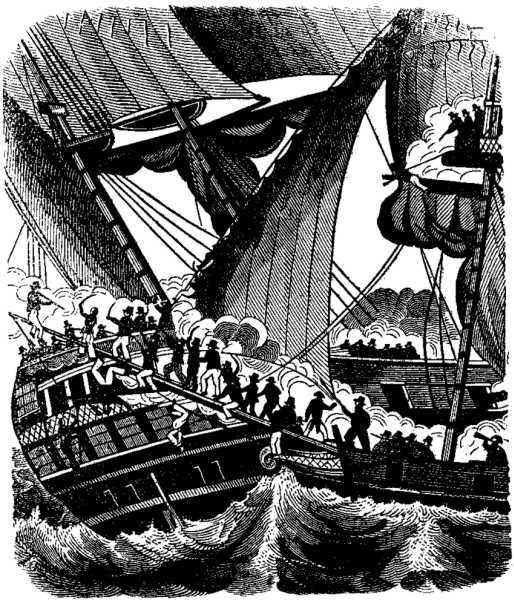

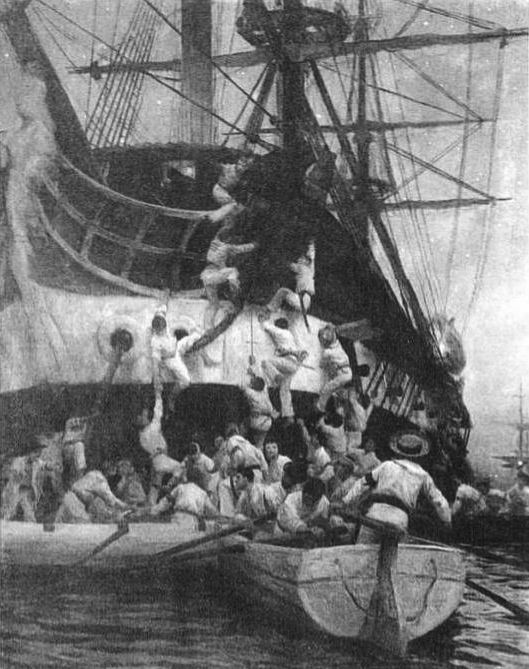
Висадка і захоплення іспанського фрегата «Есмеральда» чилійцями в Каяо, 1820 рік

Аборда́ж (фр. abordage, від bord — «борт судна») — спосіб ведення бою морського бою, переважно в епоху веслувального і вітрильного флоту; атака корабля супротивника при безпосередньому зближенні і зчеплення атакуючого корабля з ворожим для рукопашного бою. Для абордажу використовували абордажні мости — корви (corvi) чи «ворони», винайдені римлянами — пристосування у вигляді масивного гака або колодязного «журавля».

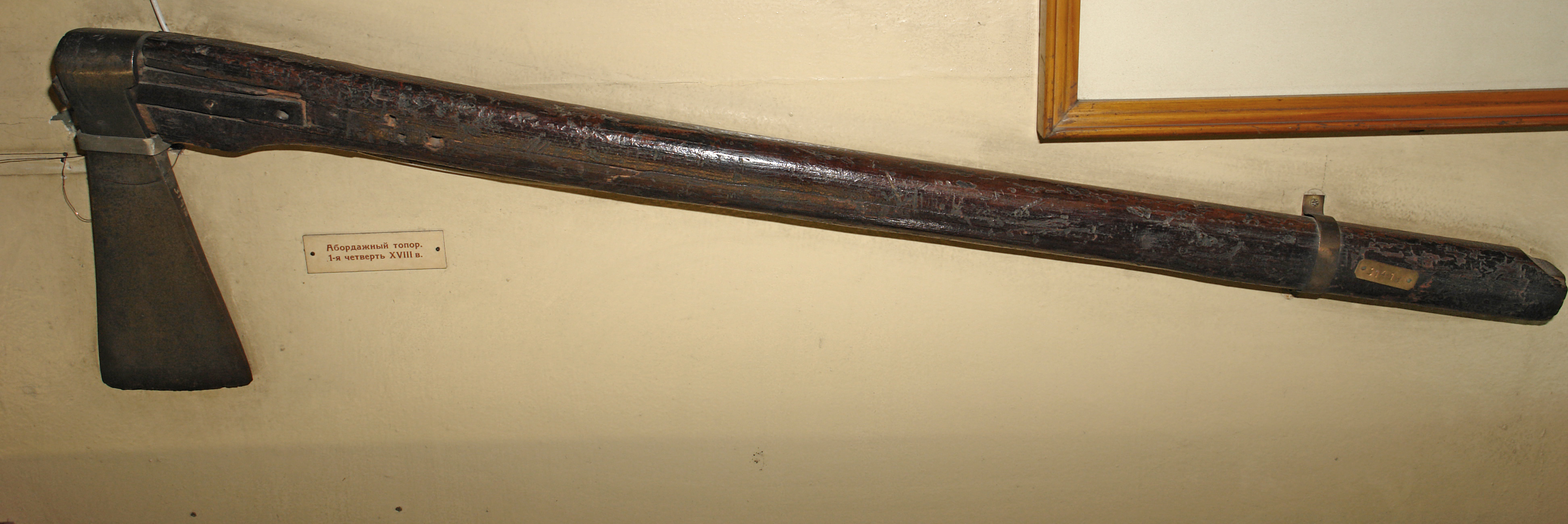
Абордажна сокира (перша чверть XVIII століття)

У XVI столітті, як абордажна зброя з'явився кортик — колюча холодна зброя з прямим клинком різної форми і руків'ям з хрестовиною і голівкою. З XVII по другу половину XIX століття використовувалася абордажна шабля.
Для утруднення абордажу ворожими кораблями застосовувалися абордажні сітки, крім того, цій же меті служили круто завалені досередини борти карак і галеонів.
З появою парових машин, які забезпечили зростання швидкості та маневреності кораблів і суден, активно використовувалася далекобійна артилерія, а також торпеди. Тоді абордаж як метод бою практично втратив військове значення. Нині абордаж застосовується при проведенні військових або правоохоронних спеціальних операцій, чи піратами. Для висадки на борт корабля застосовуються надувні човни, підводні апарати чи аквалангісти, а також вертольоти.

## Джерело
- Абордаж [Архівовано 17 травня 2014 у Wayback Machine.]